# エリザベス・ビリングトン
エリザベス・ビリングトンとは、イギリスのソプラノ歌手だった女性である。
1794年にベスビオ火山の噴火が起こったが、ちょうどこの時この山に比較的近いナポリで彼女が公演していた。
そしてこの噴火をソプラノ歌手であった彼女の歌声が招いたと民衆達が騒ぎだした。つまり彼女の高い声が、山の神の怒りに触れたと民衆に騒がれたわけである。
民衆達は彼女を殺害することを要求したが、この時は国王の保護を受けて殺されずに済んだ。
しかし25年後の1819年8月25日に、彼女は夫に殺されてその生涯を閉じた。